# Świrki (rejon miorski)
Świrki (biał. Свіркі; ros. Свирки) – wieś na Białorusi, w obwodzie witebskim, w rejonie miorskim, w sielsowiecie Jazno.

## Historia
W czasach zaborów w gminie Jazno, w powiecie dzisieńskim, w guberni wileńskiej Imperium Rosyjskiego. Pod koniec XIX wieku należała do dóbr Kotowicze, własność Petrykowskich.
W latach 1921–1945 wieś i zaścianek leżał w Polsce, w województwie wileńskim, w powiecie dziśnieńskim, w gminie Jazno.
Według Powszechnego Spisu Ludności z 1921 roku wieś i zaścianek zamieszkiwały tu 22 osoby, 1 była wyznania rzymskokatolickiego a 21 prawosławnego. Jednocześnie 1 mieszkaniec  zadeklarował polską a 21 białoruską przynależność narodową. Były tu 4 budynki mieszkalne. W 1931 we wsi w 3 domach zamieszkiwało 26 osób, w zaścianku w 1 domu zamieszkiwało 11 osób.
Wierni należeli do parafii rzymskokatolickiej w Jaźnie i prawosławnej w Błosznikach. Miejscowość podlegała pod Sąd Grodzki w Dziśnie i Okręgowy w Wilnie; właściwy urząd pocztowy mieścił się w Jaźnie.
W wyniku napaści ZSRR na Polskę we wrześniu 1939 miejscowość znalazła się pod okupacją sowiecką. 2 listopada została włączona do Białoruskiej SRR. Od czerwca 1941 roku pod okupacją niemiecką. W 1944 miejscowość została ponownie zajęta przez wojska sowieckie i włączona do Białoruskiej SRR.
Od 1991 w składzie niepodległej Białorusi.